# 斯库台湖
斯库台湖，乃阿尔巴尼亚与黑山边境上的一淡水界湖，面积370－530平方公里，是巴尔干半岛最大湖泊，因湖东岸的斯库台城而得名。